# Jay R. Smith
Jay R. Smith (Los Angeles, 29 agosto 1915 – Las Vegas, 5 ottobre 2002) è stato un attore statunitense, attivo come attore bambino dal 1926 al 1929 nella serie cinematografica Simpatiche canaglie.

## Biografia
Nato a Los Angeles nel 1915, Jay Smith entrò nel cast delle Simpatiche canaglie nel 1925, divenendo ufficialmente nel 1926 il "sostituto" di Mickey Daniels. Pur non avendo ruoli protagonistici nel gruppo, vi fece parte con regolarità e professionalità per un totale di 36 episodi, fino al 1929.
Lasciata la recitazione, cominciò da adulto a lavorare nell'industria delle vernici. Durante la seconda guerra mondiale servì nell'esercito degli Stati Uniti. Si trasferì due volte: prima a Kailua nelle Hawaii e successivamente, terminata l'attività lavorativa, a metà degli anni novanta a Las Vegas.
Da anziano partecipò con entusiasmo a numerosi incontri che vedevano riuniti i membri originari del cast delle Simpatiche canaglie. Della sua esperienza ebbe a dire:
Nessuno di noi la prese sul serio mentre stava accadendo, ma guardando indietro, è stato un periodo molto piacevole nella mia vita, e più invecchio, più diventa prezioso ai miei occhi.
Il 5 ottobre 2002, dopo esser stato dato per disperso, il suo corpo senza vita fu trovato nel deserto vicino a Las Vegas. Aveva 87 anni. La causa della morte fu una pugnalata; per l'omicidio nel 2005 venne condannato all’ergastolo l’amico Charles Crombie, deceduto in prigione nel 2014.

## Riconoscimenti
- Young Hollywood Hall of Fame (1920's)

## Filmografia
- Simpatiche canaglie, serial cinematografico, 36 episodi

1. Boys Will Be Joys (1925)
2. Better Movies (1925)
3. Good Cheer (1926)
4. Buried Treasure (1926)
5. Monkey Business (1926)
6. Uncle Tom's Uncle (1926)
7. Thundering Fleas (1926)
8. Shivering Spooks (1926)
9. The Fourth Alarm (1926)
10. War Feathers (1926)
11. Telling Whoppers (1926)
12. Bring Home The Turkey (1927)
13. Seeing The World (1927)
14. Ten Years Old (1927)
15. Love My Dog (1927)
16. Tired Business Men (1927)
17. The Glorious Fourth (1927)
18. Baby Brother (1927)
19. Olympic Games (1927)
20. Yale vs Harvard (1927)
21. The Old Wallop (1927)
22. Chicken Feed (1927)
23. Heebee Jeebees (1927)
24. Dog Heaven (1927)
25. Playin' Hookey (1928)
26. Spook Spoofing (1928)
27. Rainy Days (1928)
28. The Smile Wins (1928)
29. Edison, Marconi & Co. (1928)
30. Barnum & Ringling, Inc. (1928)
31. Fair And Muddy (1928)
32. Crazy House (1928)
33. Growing Pains (1928)
34. Election Day (1929)
35. Noisy Noises (1929)
36. Moan & Groan, Inc. (1929)